# Slow Rollers
Slow Rollers is een compilatiealbum van The Rolling Stones, uitgegeven in 1981. Op het album zijn alleen ballads te vinden.

## Nummers
1. You Can't Always Get What You Want - 4:47
2. Take It Or Leave It - 2:51
3. You Better Move On (Arthur Alexander) - 2:42
4. Time Is on My Side (Norman Meade) - 3:00
5. Pain in My Heart (Naomi Neville) - 2:14
6. Dear Doctor - 3:28
7. As Tears Go By (Con le Mie Lacrime Cosi) (Jagger/Richards/Oldham/Danpa) - 2:47
8. Ruby Tuesday - 3:18
9. Play with Fire (Nanker Phelge) - 2:17
10. Lady Jane - 3:12
11. Sittin' on a Fence - 3:07
12. Back Street Girl - 3:25
13. Under the Boardwalk (Don Raye) - 2:48
14. Heart of Stone - 2:49